# Norbert Krawitz
Norbert Krawitz (* 20. Februar 1945 in Essen-Steele) ist ein deutscher Ökonom.

## Leben
Von 1961 bis 1964 absolvierte er eine kaufmännische Lehre und Praxis in der Industrie. Von 1964 bis 1967 studierte er an der Höheren Wirtschaftsfachschule Bochum, Abschluss als Betriebswirt (HWF). Von 1967 bis 1971 studierte er Betriebswirtschaftslehre an der Universität Münster, Abschluss als Diplom-Kaufmann. Von 1971 bis 1974 war er wissenschaftlicher Mitarbeiter am Institut für Unternehmensrechnung und -besteuerung in Münster (Direktor: Dietrich Börner). Nach der Promotion zum Dr. rer. pol. am 10. Juli 1974 war er von 1974 bis 1982 wissenschaftlicher Assistent am Institut für Unternehmensrechnung und -besteuerung der Westfälischen Wilhelms-Universität Münster (Direktor: Dietrich Börner). Nach der Habilitation am 3. Juni 1981 für das Fach Betriebswirtschaftslehre lehrte er von 1982 bis 1983 auf der Professur für Betriebswirtschaftslehre mit dem Schwerpunkt Betriebswirtschaftliche Steuerlehre an der Universität Osnabrück. 1983 erfolgte die Berufung auf die Professur für Betriebswirtschaftslehre mit den Schwerpunkten Betriebswirtschaftliche Steuerlehre und Prüfungswesen an der Universität Siegen. Seit 28. Februar 2010 ist er pensioniert.

## Schriften (Auswahl)
- Steuern und Finanzpolitik der Kapitalgesellschaften. Eine Analyse des geltenden Steuerrechts und finanzpolitisch relevanter Reformvorschläge. Frankfurt am Main 1975, ISBN 3-87144-231-3.
- mit Dietrich Börner: Steuerbilanzpolitik. Eine entscheidungsorientierte Analyse der Wahlrechte zur steuerlichen Gewinnermittlung. Darstellung, Kontrollfragen, Fallstudien und Musterlösungen . Herne 1977, ISBN 3-482-71981-0.
- Anhang und Lagebericht nach IFRS. Prinzipien, Anforderungen, Strukturierung. München 2005, ISBN 3-8006-3091-5.
- (Hrsg.): Internationale Aspekte der Unternehmensbesteuerung. Wiesbaden 2010, ISBN 978-3-8349-2006-5.